# Cosma și Damian

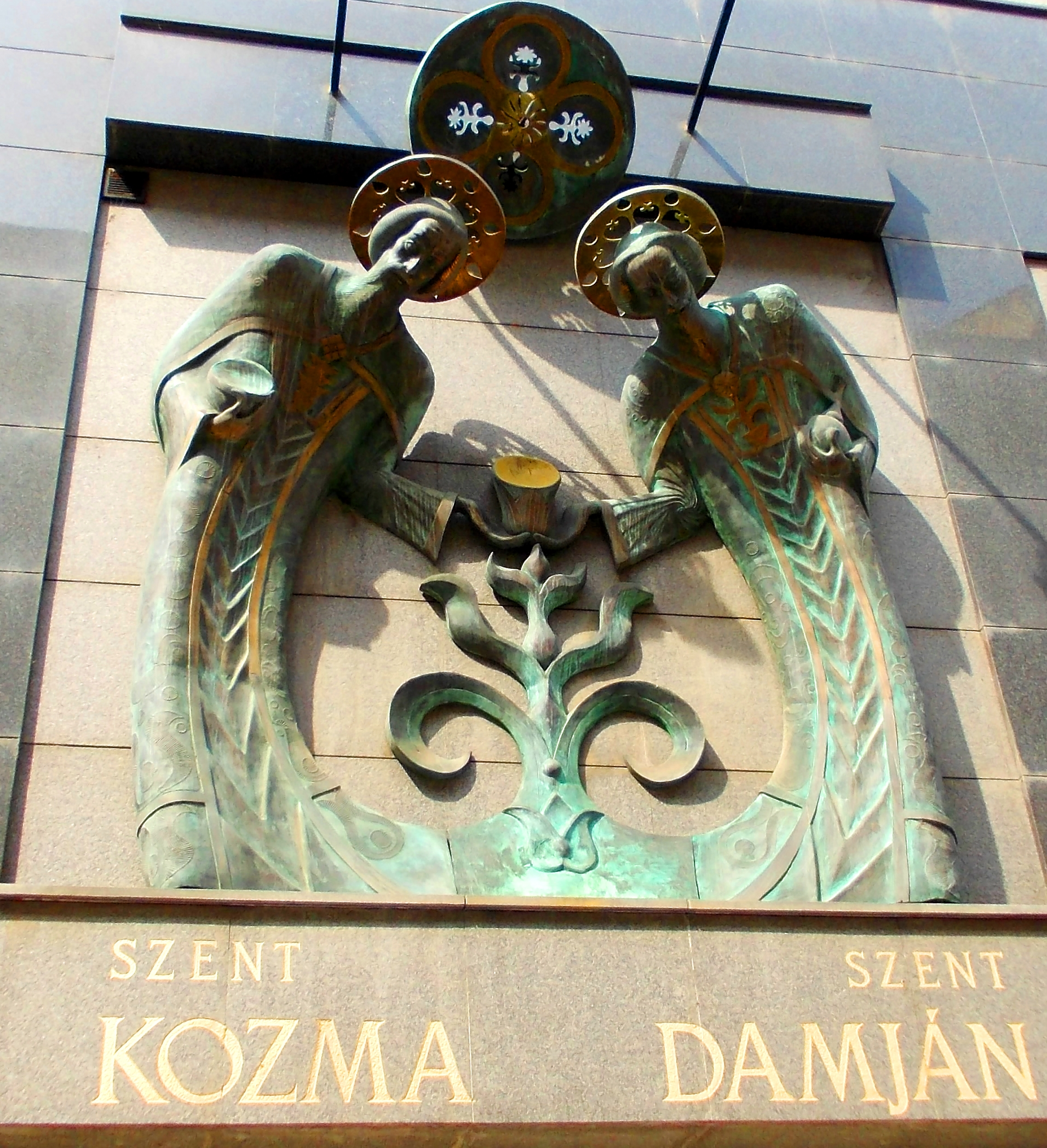
Placă comemorativă a Sfinților Cosma și Damian din Budapesta

Sfinții Cosma și Damian (în arabă كوزماس ودميان, transliterat: Kuzmas wa Dimyan; în greacă Κοσμάς και Δαμιανός, transliterat: Kosmás kai Damianós; în latină Cosmas et Damianus; d. aprox. 287) au fost doi medici arabi, presupuși frați gemeni și martiri creștini din epoca timpurie a creștinismului. Ei au practicat profesia de medici în portul Aegeae și apoi în provincia romană Siria.
Faptul că nu acceptau nici o plată pentru serviciile lor a făcut ca ei să fie numiți Anarghiroi (din cuvântul grecesc Ανάργυροι, care înseamnă „fără arginți”, de unde provine expresia „doctori fără de arginți”); s-a spus că prin aceasta ei i-au atras pe mulți la credința creștină.

## Biografie

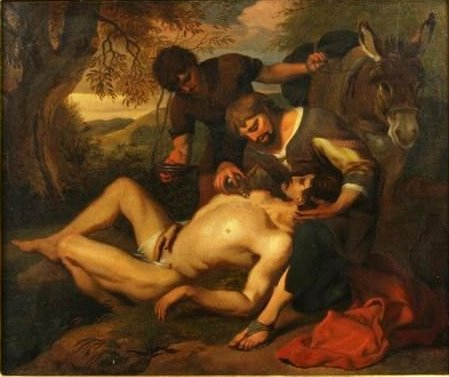
Sfântul Cosma și Sfântul Damian, de Gerard Seghers, sec. al XVII-lea, Colecție privată, SUA

Nu se știe nimic despre viața lor, cu excepția faptului că au suferit martiriul în Siria în timpul persecuției anticreștine a împăratului Dioclețian. Conform tradițiilor creștine, frații gemeni s-au născut în Arabia și au devenit medici pricepuți.
Saladino d'Ascoli, un medic italian din secolul al XVI-lea, susține că excipientul medieval, o pastă alcătuită dintr-un medicament amestecat cu zahăr și apă sau miere destinat administrării orale, cunoscut sub numele de opopira, un compus complex folosit pentru a trata diverse boli, inclusiv paralizia, a fost inventat de Cosma și Damian.
În timpul persecuției anticreștine din vremea împăratului Dioclețian, Cosma și Damian au fost arestați prin ordinul prefectului Ciliciei, un anume Lysias, care le-a cerut sub tortură să renunțe la credința creștină. Cu toate acestea, potrivit legendei, cei doi au rămas credincioși credinței lor, fiind atârnați pe o cruce, loviți cu pietre, săgetați și, în cele din urmă, au fost executați prin decapitare. Anthimus, Leontius și Euprepius, frații lor mai mici, care nu au fost despărțiți de ei pe parcursul vieții, au împărtășit același sfârșit martiric.

## Venerarea lor

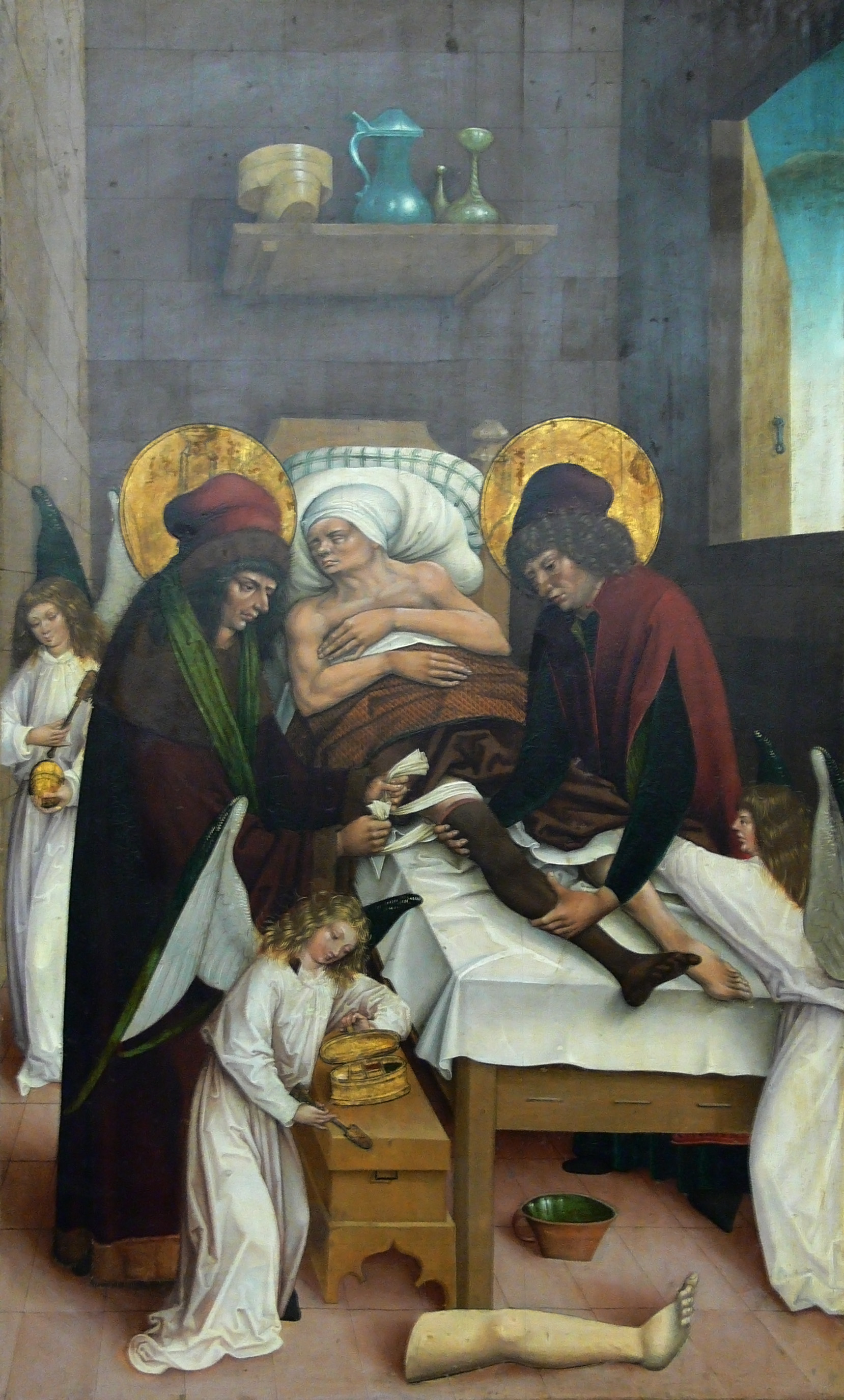
Medicii Cosma și Damian transplantând miraculos piciorul negru al etiopianului pe corpul alb al pacientului.

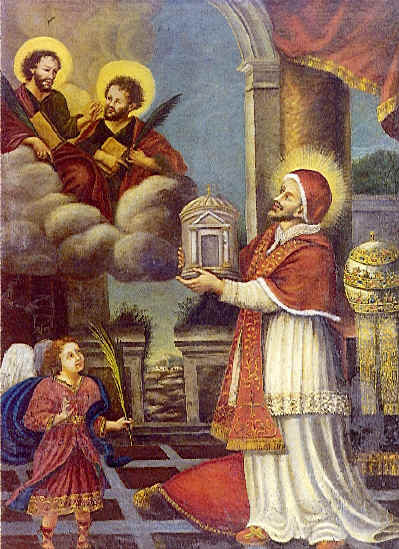
Papa Felix al IV-lea prezentând Sfinților Cosma și Damian bazilica pe care le-a dedicat-o.

Venerarea medicilor martiri Cosma și Damian s-a răspândit repede dincolo de Constantinopol; relatări ale martiriului lor au fost rescrise de diverși autori precum Andrei Criteanul, Petru din Argos, Teodor al II-lea Laskaris și un anume Maxim în jurul anului 1300. Au fost păstrate legende și în limbile siriacă, coptă, georgiană, armeană și latină.
Încă din secolul al IV-lea, bisericile dedicate sfinților gemeni au fost înființate la Ierusalim, în Egipt și în Mesopotamia. Devotamentul față de cei doi sfinți s-a răspândit rapid atât în Orient, cât și în Occident. Theodoret menționează răspândirea presupuselor lor moaște. Relicvele lor, considerate miraculoase, au fost îngropate în orașul Cyrus din Siria. Au fost construite biserici în onoarea lor de arhiepiscopul Proclu și de împăratul Iustinian I (527-565), care au restaurat somptuos orașul Cyrus și l-au dedicat gemenilor, dar au adus presupusele lor moaște la Constantinopol; acolo, după vindecarea lui, atribuită mijlocirii lui Cosma și Damian, Iustinian a construit și împodobit în semn de recunoștință o biserică la Constantinopol și a devenit un loc celebru de pelerinaj. La Roma papa Felix al IV-lea (526-530) a rededicat Biblioteca Păcii (Bibliotheca Pacis) ca bazilică a Sfinților Cosma și Damian în Forumul Vespasian. Biserica este în mare parte reconstruită, dar încă renumită pentru mozaicurile din secolul al VI-lea în care sunt reprezentați sfinții.

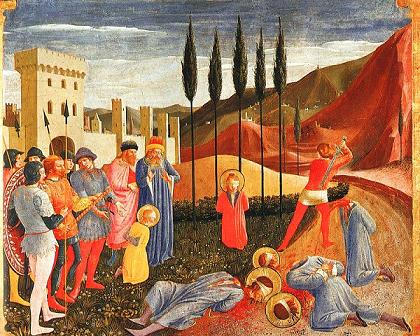
Martiriul Sfinților Cosma și Damian de Fra Angelico (Museul Luvru, Paris).

Sfinții Cosma și Damian sunt considerați patronii medicilor, chirurgilor și farmaciștilor și sunt uneori reprezentați cu însemne medicale.

## Venerarea în creștinismul răsăritean

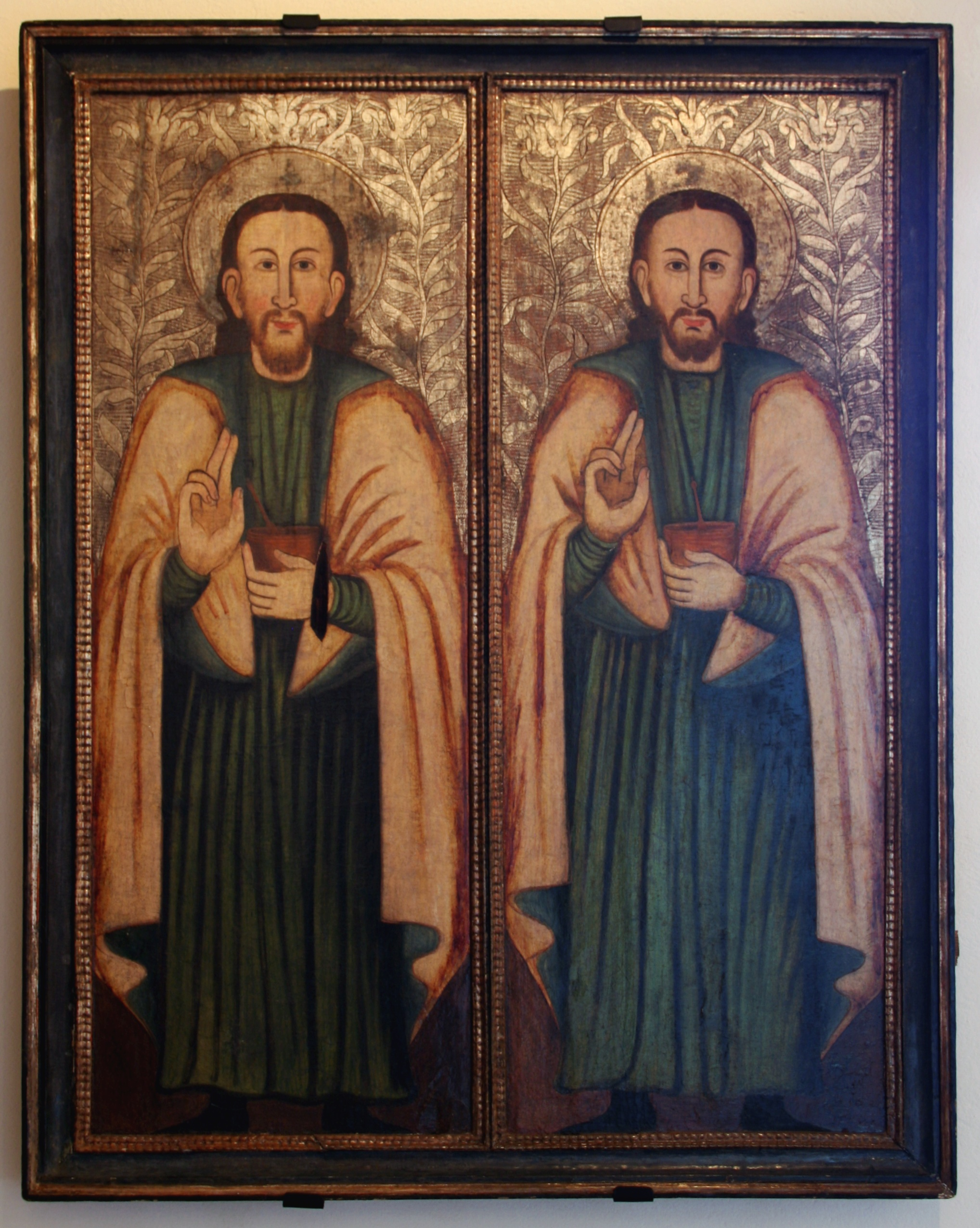
Icoana Sfinților Cosma si Damian (sec. al XVII-lea, Muzeul de Istorie din Sanok, Polonia).

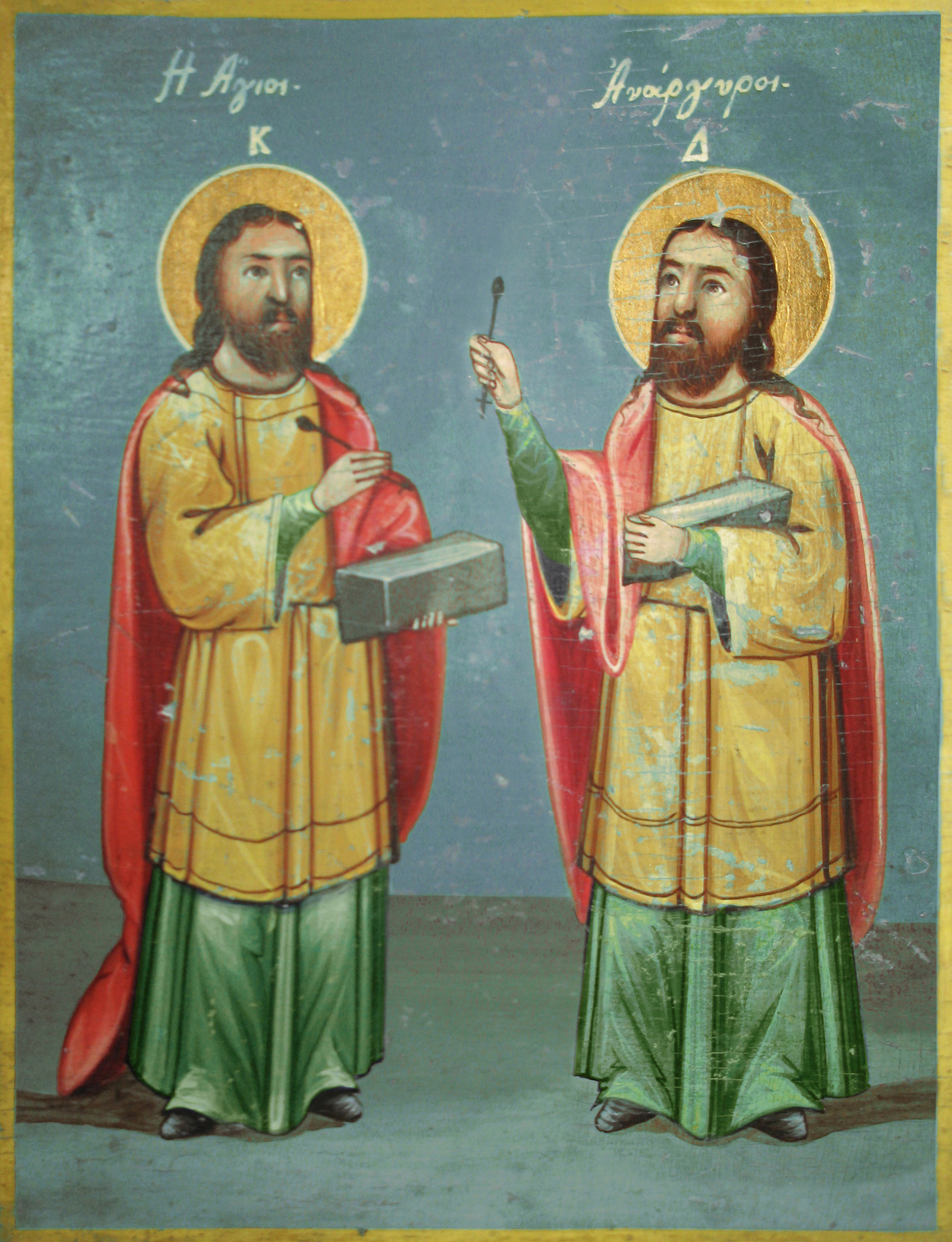
Icoana Sfinților Cosma si Damian (sec. al XIX-lea, Mangalia, România).

În Biserica Ortodoxă Răsăriteană, Bisericile Catolice Răsăritene și Bisericile Ortodoxe Orientale, Sfinții Cosma și Damian sunt venerați ca un tip de sfinți cunoscuți sub denumirea de doctori fără de arginți (în greacă ἀνάργυροι, anarghiroi, „fără bani”). Această clasificare a sfinților este unică în Biserica Răsăriteană și se referă la cei care se vindecă doar din dragoste pură pentru Dumnezeu și pentru om, respectând cu strictețe porunca lui Isus: „în dar ați luat, în dar să dați”. («Δωρεὰν ἐλαβέ, δωρεὰν δότε... » Matei 10:8) În timp ce fiecare dintre doctorii fără de arginți are propria zi de prăznuire, toți sunt sărbătoriți împreună în prima duminică din luna noiembrie, într-o sărbătoare cunoscută sub numele de Soborul doctorilor fără de arginți.
Ortodocșii sărbătoresc nu mai puțin de trei seturi diferite de sfinți, numiți Cosma și Damian, fiecare cu o zi de prăznuire distinctă:
- Sfinții Cosma și Damian din Cilicia (Arabia) (17 octombrie) Frați, conform legendei creștine, ei au fost bătuți și decapitați împreună cu alți trei creștini: Leontius, Anthimus și Eutropius.
- Sfinții Cosma și Damian din Asia Mică - alternativ, ai Mesopotamiei (1 noiembrie)[6] Fii gemeni ai Sfintei Teodota.[6] Au murit în mod pașnic și au fost îngropați împreună la Thereman din Mesopotamia.
- Sfinții Cosma și Damian de la Roma (1 iulie) Frați, conform tradiției creștine, ei au fost martirizați în afara Romei de către un medic păgân invidios în timpul domniei împăratului roman Carinus (283-284).[6]

Icoanele ortodoxe ale sfinților îi prezintă ca fiind laici care au cutii de medicamente. Fiecare dintre ei ține adesea în mână o lingură cu care dă medicamente. Mânerul lingurii este reprezentat în mod obișnuit în formă de cruce pentru a indica importanța vindecării spirituale, similară cu cea a vindecării fizice, și a faptului că toate vindecările vin de la Dumnezeu.

## Biserici

### Australia
- Biserica ortodoxă coptă Sf. Maria și Sf. Cosma și Damian
- Biserica catolică Sf. Damiana din Bundoora, Victoria
- Biserica ortodoxă greacă Sf. Anargiri din Oakleigh, Victoria

### Brazilia
- Biserica Sfinților Cosme și Damião din Igarassu, Pernambuco

### Bulgaria
- Mănăstirea Sandanski „Sf. Bezsrebreniți Cosma și Damian”
- Mănăstirea Kuklen „Sf. Bezsrebreniți Cosma și Damian”
- Mănăstirea Ghighinți „Sf. Bezsrebreniți Cosma și Damian”
- Biserica „Sf. Bezsrebreniți Cosma și Damian” din Sandanski
- Biserica „Sf. Bezsrebreniți Cosma și Damian” din Svetovraceane
- Biserica „Sf. Bezsrebreniți Cosma și Damian” din Plovdiv
- Biserica „Sf. Bezsrebreniți Cosma și Damian” din zona Smolean
- Biserica „Sf. Bezsrebreniți Cosma și Damian” din Belaștița
- Biserica „Sf. Bezsrebreniți Cosma și Damian” din Kricim

### Canada
- Biserica Saint-Côme din comitatul regional Matawinie, Quebec

### Croația
- Biserica Sf. Cosma și Damian din Lastovo

## Note

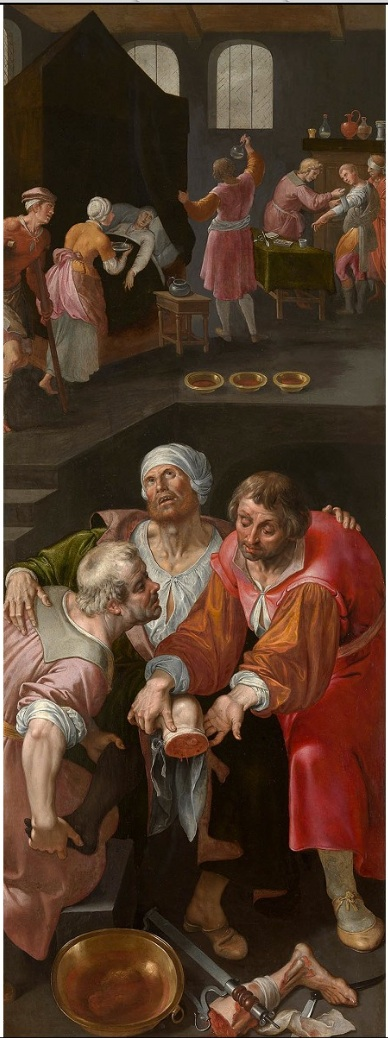
Binefacerea sfinților Cosma și Damian de Ambrosius Francken I

### Anglia
În Biserica Anglicană există foarte puține biserici dedicate Sf. Cosma și Damian: 
- Blean, Kent, biserica Sf. Cosmus și Sf. Damian din Blean;
- Challock, Kent;
- Keymer, Sussex, Biserica Sf. Cosma și Damian din Keymer;
- Sherrington, Wiltshire, biserica Sf. Cosmo și St Damian de pe valea râului Upper Wylye;
- Stretford, lângă Leominster, Herefordshire, biserică ce nu mai este folosită și se află în grija Churches Conservation Trust.
- Gospel Oak, nordul Londrei, Biserica ortodoxă freacă Sf. Cosma și Damian (la 1 Gordon House Road, Londra NW5)[12]

### Franța
- Biserica Saint Côme-Saint Damien din Luzarches, Val d'Oise, Franța
- Biserica Saint Côme-Saint Damien din Paris, Franța
- Biserica Saint Côme-Saint Damien din Chamboulive, Franța
- Biserica Saint Côme-Saint Damien din Serdinya, Franța

### Germania
- Biserica Ss. Cosmae et Damiani, Stade

### Goa
- Igreja dos Santos Cosme e Damião din Bogmalo

### Grecia
- Capela Agioi Anargyroi din orașul Servia, ce datează din secolul al X-lea.
- Biserica din orașul Kastoria, ce datează din secolul al XI-lea.

### Italia
- Bazilica Santi Cosma e Damiano din Roma
- Chiesa Matrice-Basilica minore Pontificia din 18 februarie 2000, sanctuar din 12 septembrie 1938, parohie din 16 martie și 19 aprilie 1814 a Sfinților Medici și Martiri Cosma și Damian din Alberobello, Puglia, Italia
- Biserica S. Cosma si Damian din Napoli, aproape de Piata Garibaldi

### Macedonia
- Biserica „Sv. Kuzman i Damjan” din Ohrid
- Biserica „Sv. Kuzman i Damjan” din Jedoarce, Tetovo
- Biserica „Sv. Kuzman i Damjan” din Govrlevo, Skopje
- Biserica „Sv. Kuzman i Damjan” din Triangla, Skopje
- Biserica „Sv. Kuzman i Damjan” (Bolnicka Crkva) din Veles (Sveti Besrebrenici Kozma i Damjan)

### Mexic
- Biserica Sf. Cosma și Damian din Mazatecochco, Tlaxcala
- Biserica Sf. Cosma și Damian din Xaloztoc, Tlaxcala
- Biserica Sf. Cosma și Damian din San Damián Texoloc, Tlaxcala

### Paraguay
- Misiunea Iezuită San Cosme y San Damian

### Rusia
- Biserica Sf. Cosma și Damian din Novgorod

### Serbia
- Biserica Sf. Cosma și Damian din Ivanjica

### Slovacia
- Kostol sv. Kozmu a Damiána, Bratislava - Dúbravka
- Kostol sv. Kozmu și Damiána, Trenčín - Biskupice
- Kostol sv. Kozmu și Damiána, Kšinná

### Statele Unite ale Americii
- Capela San Cosme y Damián din Tucson, Arizona
- Biserica Sf. Cosma și Damian din Punxsutawney, Pennsylvania
- Capela Sf. Cosma și Damian din Utica, NY
- Societatea Sf. Cosma și Damian din Cambridge, MA
- Societatea Sf. Cosma și Damina a Bisericii Sf. Anton și Sf. Agnes din Utica, NY
- Biserica Sf. Damian din Oak Forest, IL
- Biserica Sf. Cosma și Damian din Twinsburg, Ohio

### Ungaria
- Biserica Sf. Cosma și Damian din Vát, Ungaria

## Legături externe
- Catholic Encyclopedia:Sts. Cosmas and Damia
- Leslie G. Matthews, "SS. Cosmas and Damian—Patron Saints of Medicine and Pharmacy: Their Cult in England" in Medical History Arhivat în 12 aprilie 2006, la Wayback Machine.: notes on the few English churches dedicated to these saints
- Wonderworkers and Unmercenaries Cosmas and Damian of Asia Minor (November 1) Eastern Orthodox icon and synaxarion
- Holy Wonderworking Unmercenary Physicians Cosmas and Damian at Rome (July 1)
- Martyrs and Unmercenaries Cosmas Damian in Cilicia (October 17)
- Synaxis of the Holy Unmercenaries Icon
- Representations of Saints Cosmas and Damian Arhivat în 4 martie 2016, la Wayback Machine.
- Saints Cosmas and Damian at the Christian Iconography web site
- "Here Follow the Lives of Saints Cosmo and Damian" from the Caxton translation of the Golden Legend
- The Feast of Saints Cosmas and Damian, Cambridge, MA
- Colonnade Statue St Peter's Square